# María Velásquez Soto
María Carolina Velásquez Soto (1997) es una deportista colombiana que compite en triatlón. Ganó una medalla de plata en los Juegos Panamericanos de 2023, en la prueba femenina individual.

## Palmarés internacional
| Juegos Panamericanos | Juegos Panamericanos | Juegos Panamericanos | Juegos Panamericanos |
| Año                  | Lugar                | Medalla              | Prueba               |
| -------------------- | -------------------- | -------------------- | -------------------- |
| 2023                 | Santiago (Chile)     | Medalla de plata     | Individual           |